# Тандридж
Тандридж (англ. Tandridge) — неметрополитенский район (англ. non-metropolitan district) в графстве Суррей (Англия). Административный центр — город Окстед.

## География
Район расположен в восточной части графства Суррей, граничит на севере с лондонскими боро Бромли и Кройдон, на востоке с графством Кент, на юге — с графством Западный Суссекс.

## История
Район образован 1 апреля 1974 года в результате объединения городского района (англ. Urban district) Кейтерем-энд-Уорлингем и сельского района (англ. Rural District) Годстон.

## Состав
В состав района входят 2 города:
- Кейтерем
- Окстед

и 21 община (англ. civil parish).